# LADA Samara
LADA Samara («Самара», ранее — «Спутник») — семейство советских и российских легковых автомобилей малого класса, выпускавшихся Волжским автозаводом с 1984 по 2013 год, а также на Украине Запорожским автомобильным заводом с 2004 по 2011 год. Представляет собой второе поколение автомобилей ВАЗ. Стали первыми автомобилями Волжского автозавода, не связанными технической преемственностью с Fiat 124. На стыке XX и XXI века входили в число самых популярных автомобилей на российском рынке. В последний раз представители семейства Lada Samara возглавляли топ продаж новых легковых автомобилей на российском рынке в 2005 и 2006 годах.
Первоначально на внутреннем рынке это семейство носило название «Спутник», а название Lada Samara использовалось только для экспортных автомобилей. Причём в обиходе было заметно такое разграничение: к новому поколению почти не применяли фамильное название «Жигули», а модельный ряд «классики» (с 2101 по 2107) почти не называли «Лада». Впоследствии название «Лада Самара» распространилось среди соотечественников, а затем стало для семейства официальным.
С 1991 по 1993 год был проведён фейслифтинг семейства, в ходе которого оно получило аналогичные освоенному незадолго до этого седану ВАЗ-21099 (1990) новое оформление передка (т. н. «длинное крыло»), и часть выпуска получила т. н. «высокую панель приборов» — центральную консоль.
С 1997 по 2003 год был произведён рестайлинг всех моделей семейства, начиная с седана и заканчивая трёхдверным хетчбэком. Автомобили получили обновлённую переднюю часть с узкими блок-фарами изменённой формы, новые бамперы, окрашенные в цвет кузова, широкие молдинги на боковинах, спойлер на задней двери, а также новый интерьер.
«Спутник» не был первым серийным отечественным переднеприводным автомобилем — это место принадлежит модели ЛуАЗ-969В (1967—1969). Однако многие технические решения в его конструкции в своё время стали принципиально новыми для советской автомобильной индустрии: поперечное расположение силового агрегата, прямой привод клапанов от распредвала без рокеров, привод колёс шарнирами равных угловых скоростей типа «Рцеппа», реечное рулевое управление, передняя подвеска типа «макферсон» и задняя с упругой балкой, бортовой компьютер, система встроенных датчиков самодиагностики, диагональная схема разделения контуров тормозной системы, отрицательное плечо обката в передней подвеске, наконец — использование современных на тот момент материалов и технологий, в частности, широкое применение пластмасс и цинковое покрытие отдельных элементов кузова. Заложенные в автомобилях этого семейства и обкатанные на них технические решения стали основой для всех последующих моделей ВАЗ данного класса, вплоть до освоения платформы Lada Vesta.
Изначально автомобили оснащались рядными четырёхцилиндровыми восьмиклапанными карбюраторными бензиновыми двигателями рабочим объёмом 1300, позднее — 1100 и 1500 см³. С 1994 года на часть выпуска стали устанавливаться четырёхцилиндровые бензиновые двигатели с распределённым впрыском топлива GM, а после 2005 года с введением норм Евро-2 впрысковыми двигателями с системой BOSCH оснащались все автомобили семейства.
В декабре 2012 года было прекращено производство седанов ВАЗ-2115, в июне 2013 года — трёхдверных хетчбэков ВАЗ-2113, а в декабре 2013 года — и пятидверных хетчбэков ВАЗ-2114. 24 декабря 2013 года с конвейера сошла последняя Lada Samara 2114 белого цвета.

## Предыстория
В СССР передний привод длительное время оценивался в целом отрицательно. Считалось, что переднеприводные автомобили оправдывают себя только в условиях хороших дорог и сравнительно мягкого климата, а для эксплуатации в зимних условиях, на грунтовых дорогах и, тем более, по бездорожью малопригодны из-за низких тягово-сцепных качеств, дополнительно ухудшающихся при нагружении автомобиля пассажирами и багажом, движении на подъём и на скользком покрытии, в частности — в гололёд. Так, по данным конца сороковых годов при заснеженной или скользкой дороге автомобиль с передним приводом может преодолеть подъём, в 1,5−2 раза меньший, чем заднеприводной. Данные недостатки усугублялись малой мощностью малолитражных двигателей тех лет, а часто — и использованием в мировой практике неудачных компоновочных схем, обуславливавших недостаточную загрузку передней ведущей оси.
До тех пор, пока малолитражные двигатели оставались сравнительно маломощными (35—50 л. с.), существовал риск, что в определённых условиях в ходе эксплуатации переднеприводного автомобиля могут возникнуть проблемы с преодолением обледенелых участков дороги, крутых подъёмов, грунтовых дорог и участков бездорожья, что не соответствовало предъявлявшемуся в те годы к советским легковым автомобилям требованию максимальной возможной универсальности — речи о выпуске нескольких моделей одного класса, созданных под конкретные условия эксплуатации, долгое время не могло идти по экономическим причинам. 
Поэтому для дорожных условий СССР полагались наиболее подходящими автомобили классической компоновки, как наиболее универсальной, в любых условиях обеспечивавшей приемлемые тягово-сцепные качества, дополнительно повышающиеся при трогании с места, движении на подъём и загрузке автомобиля, а в классе микролитражных автомобилей — заднемоторной. Именно эти соображения сыграли свою роль при выборе прообраза первого отечественного автомобиля особо малого класса, «Запорожца» ЗАЗ-965, которым стал итальянский Fiat 600 с задним расположением силового агрегата и задним приводом. Примерно тем же объясняется и выбор в качестве прототипа для массовой отечественной малолитражки итальянского же Fiat 124 с «классической» компоновкой и в целом довольно консервативной конструкцией.
Между тем, к середине 1960-х годов мощности серийных малолитражных двигателей стали быстро расти, дойдя до 70—80 л. с. — такой запас обеспечивал тягово-сцепные качества, приемлемые для нормальной эксплуатации практически в любых дорожных условиях. К этому времени конструкция переднего привода уже была хорошо отработана западноевропейскими производителями автомобилей, поэтому на рубеже 1960—1970-х годов интерес к переднеприводным конструкциям во всём мире, включая СССР, резко возрос. Над переднеприводными прототипами в этот период работали в НАМИ, на Запорожском заводе, в Ижевске. Свои варианты были разработаны и на только что начавшем выпуск «Жигулей» Волжском заводе. Это были ВАЗ-Э1101 «Чебурашка» (1972) и ВАЗ-3Э1101 «Ладога», — последний позднее стал отправной точкой работ над будущей «Таврией». Эти опытно-конструкторские работы позволили как выявить положительные качества переднеприводной компоновки, так и в общих чертах обрисовать круг проблем и затруднений, возможных при освоении в массовом производстве построенного по ней автомобиля.
Массовый выпуск «Жигулей» позволил к середине 1970-х годов в определённой степени насытить внутренний рынок легковых автомобилей, что, в сочетании с существенным улучшением экономической ситуации в стране благодаря резкому росту цен на нефть в первой половине десятилетия, сделало возможным поставить вопрос о расширении их ассортимента. Появилась реальная возможность вместо одной типовой конструкции, обладающей максимальной универсальностью, выпускать одновременно несколько не связанных друг с другом технологически более специализированных моделей, созданных для эксплуатации в различных условиях и удовлетворения различных категорий спроса (такая ситуация в те годы возникла и фактически — наряду с более «нежными» «Жигулями» продолжался выпуск принадлежащих к тому же классу, но более адаптированных к условиям сельской местности «Москвичей» и «Ижей» старых моделей).
Таким образом, возникли условия для появления в типаже отечественных «легковушек» рассчитанного на эксплуатацию преимущественно в условиях городских и благоустроенных междугородных дорог переднеприводного автомобиля, как обладающего целым рядом преимуществ с точки зрения компактности, дешевизны производства, устойчивости и управляемости. Фактически перейти к реализации этих планов удалось ближе к концу 1970-х годов, когда стала возможна экономически обоснованная смена модельного ряда Волжского автозавода, на который была возложена роль флагмана в освоении новой для автомобильной промышленности страны компоновочной схемы.

## Разработка

### Начальный период
С самого начала в Министерстве автомобилестроения возобладало мнение, что для успешной разработки современного и конкурентоспособного на международном рынке легкового автомобиля советской автомобильной промышленности потребуется крупный иностранный партнёр-консультант, имеющий значительный практический опыт в освоении и массовом выпуске переднеприводных машин. Таковым инженерно-конструкторский коллектив флагмана тогдашнего советского автопрома — ПО АвтоВАЗ — однозначно хотел видеть фирму Fiat, опыт предыдущего сотрудничества с которой оценивался весьма положительно.
Между тем, сотрудничать с ВАЗом по созданию современной модели переднеприводного автомобиля, которая потенциально могла бы составить значительную конкуренцию его собственной продукции на западно-европейском рынке, представители «Фиата» отказались. В качестве альтернативы предлагалось совместно разработать модернизированный вариант существующей заднеприводной модели с заменой кузова на более современный, но с сохранением агрегатной базы. Аналогичный проект — «Полонез» — в те годы Fiat реализовывал в Польше на агрегатах Fiat 125p. Расчёт итальянцев был ясен — созданная на заведомо устаревшей агрегатной базе машина, благодаря современному дизайну, была бы положительно воспринята на внутреннем рынке СССР и могла успешно экспортироваться в страны «третьего мира», ограниченно — даже и в развитые страны, но при этом не составляла существенной угрозы для собственных интересов «Фиата».
Однако, после тщательного изучения тенденций на мировом рынке автомобилей и в расчёте на постепенное вытеснение существующей модели с конвейера без превышения оптимального срока службы производственного оборудования, на ВАЗе было принято решение всё же создавать принципиально новый переднеприводный автомобиль.
Прототипы таких автомобилей уже создавались на ВАЗе в начале 1970-х годов, однако путь до серийного производства долог и труден, а у коллектива Волжского завода опыта в создании автомобилей «с нуля» не было. Поэтому при принятии решения рассматривались как варианты самостоятельной разработки, так и покупка иностранной модели с готовой технологией. Первый вариант был сопряжён с большим риском, а второй потенциально мог сделать планируемый к производству автомобиль устаревшим уже до его начала, как это случилось с ВАЗ-2101. В результате было принято компромиссное решение: разработка должна была вестись в Тольятти, но на этапе доводки и постановки в производство в качестве консультантов по конструкции и технологии должны были быть привлечены две иностранные фирмы, а на отдельные агрегаты планировалось приобрести лицензии и освоить их производство.
В качестве консультанта по конструкции была привлечена западногерманская фирма Porsche — это было связано, во-первых, с широкой известностью этой фирмы, инжиниринговое подразделение которой широко практиковало разработку автомобилей под заказ для сторонних производителей, а во-вторых — с тем, что сам Porsche выпускал автомобили совершенно иного класса, и не видел  себе конкурентов в лице будущей продукции ВАЗа. В качестве консультанта по технологии же в качестве альтернативы совместной разработке автомобиля «Фиатом» была предложена его дочерняя фирма UTS, занимавшаяся технологическими разработками, в том числе — и для сторонних клиентов.

### Проектирование
В мае 1977 года была начата выработка компоновочной схемы перспективного трёхдверного хетчбэка, её выполнил конструктор А. Москалюк. Дизайн разрабатывали В. Пашко и В. Кряжев под руководством М. Демидовцева. Внутреннее пространство салона разрабатывал с лета того же года В. Губа, проходивший до этого стажировку в Западной Германии на фирме Porsche. При разработке для уточнения элементов посадки и эргономики использовался посадочный макет.
Техническое задание на автомобиль было составлено осенью 1977 года, после чего началась его отработка и согласование. Параллельно шла разработка документации на прототипы и подготовка к их изготовлению.
С середины 1978 года велось изготовление узлов для прототипов под руководством главного конструктора Я. Непомнящего. Первый прототип был собран 31 декабря 1978 года. Второго января следующего года были устранены найденные дефекты в проводке, и автомобиль в первый раз был опробован на ходу. Впоследствии было изготовлено ещё некоторое число ходовых прототипов «первой серии». Весь 1979 год ушёл на их испытания и подготовку документации на вторую серию прототипов. Прототипы «второй серии» демонстрировались в Москве членам правительства и ЦК КПСС.
В качестве автомобилей, подробная информация о которых имелась у коллектива завода при проектировании ВАЗ-2108, называются все модели самого ВАЗа, включая «Ниву», Volkswagen Golf образца 1974 года, в меньшей степени — Fiat Ritmo. Кроме того, на ВАЗе имелись полученные ранее образцы устаревших Fiat 127 и Fiat 128.
Недостаток информации при отсутствии опыта мешал сразу выбрать оптимальные решения. Например, «первая серия» прототипов 2108 имела короткие прямые лонжероны, которые «упирались» в щиток передка (перегородку между моторным отсеком и салоном). Вторая серия прототипов уже имела более оптимальные с точки зрения жёсткости кузова и пассивной безопасности «ниспадающие» лонжероны, заходившие под днище автомобиля и в целом повторявшие решение, принятое на Fiat Ritmo. Но и этот вариант оказался далеко не окончательным.

### Доводка
На этапе доводки были непосредственно подключены зарубежные партнёры.
В январе 1980 года был подписан контракт с Porsche, летом того же года — с UTS. Работы велись одновременно в Тольятти, Штутгарте и Турине, но все ключевые решения принимались в Тольятти. Контракт предусматривал совместную разработку трёхдверного хетчбэка с 1,3-литровым двигателем (проект «Гамма» — будущий ВАЗ-2108); остальные модели, с иными вариантами кузова и двигателями 1,1 и 1,5 литра, ВАЗу предстояло разработать самостоятельно. Дизайн также был полностью оставлен на усмотрение ВАЗа, в его разработке иностранные партнёры не участвовали. Со стороны Porsche руководителем проекта был Райнер Срок, начальник отдела кузовов фирмы, а со стороны ВАЗа — Я. Непомнящий.
Несмотря на ряд проблем, порождённых разницей в инженерных школах, языке и другими причинами, разработка была завершена уже через три года, что оценивалось как «хороший темп». Участие в проекте зарубежных партнёров было крайне плодотворным.
17 апреля 1980 года на фирму был доставлен переднеприводной носитель агрегатов на основе кузова ВАЗ-21011 и передана документация на перспективный хетчбэк «Гамма». С осени того же года  от Porsche стали поступать предложения по улучшению конструкции автомобиля. Именно в соответствии с ними на нём появились S-образные передние лонжероны, «уходящие» в пороги пола (аналогичные новейшему в то время Opel Kadett D), реечный рулевой механизм с центральными тягами, изменённая схема управления коробкой передач.
Параллельно проходил поиск западных фирм для покупки лицензий на выпуск отдельных комплектующих — в частности, радиатора, карбюратора (SOLEX), стеклоподъёмников, механизма стеклоочистителя, замков дверей, стоек передней подвески (Wayassauto), сцепления (Automotiv Prodax), реечного рулевого механизма и синхронизаторов коробки передач (Zahnradfabrik — ZF, Германия), ШРУСов (Hardy Spicer, Англия), вакуумного усилителя и дисковых тормозов (Lucas, Англия), балки задней подвески (Volkswagen), и прочих. Освоение их лицензионного производства в СССР требовало переработки чертежей, перевода документации, подборки и производства отечественных аналогов для материалов и множества других операций. Также были закуплены лицензия и оборудование для производства бескамерной радиальной шины с металлокордом размерностью 165/70R13, смонтированное на Нижнекамском шинном заводе. Полностью на ВАЗе были разработаны главный тормозной цилиндр увеличенного диаметра (20,64 мм), регулятор давления задних тормозов, задние барабанные тормоза с колёсной ступицей.
Финальная стадия доводки велась совместными советско-германскими группами на принадлежавшем Porsche испытательном полигоне «Вайсзах», а также в Турине на UTS и в Тольятти. Позднее были проведены 12000-километровые испытания на советском полигоне в Дмитрове, а также три ресурсных пробега по 80 тыс. км на полигоне НАМИ под Москвой. Автомобили испытывали в условиях гор (два пробега на Кавказе и один — в Монт-Венту во Франции), жаркого климата (три испытания в Алжире, Туркменистане и Таджикистане) и в зимних условиях (два испытания: в 1000 км восточнее от Москвы и в районе Сусумана).
Появившиеся в 1981 году прототипы ВАЗ-2108, доработанные с учётом предложений иностранных партнёров, обозначались как «серия 100» (по правилам, принятым на Porsche). Уже в 1983 году были проведены приёмочные испытания прототипов «серии 300».

### Постановка в производство
Внедрением автомобиля руководил технический директор ВАЗа М. Фаршатов, а после его тяжёлой болезни летом 1980 — В. Каданников. Завершал работу по проекту В. Акоев.
Постановка нового автомобиля в производство затруднялась тем, что её необходимо было провести без потери объёмов выпуска уже освоенных автомобилей на главном конвейере. Для этого сначала в четвёртом проезде главного корпуса был создан так называемый «тренировочный» конвейер, на котором шли отработка технологии сборки и обучение рабочих. После того, как было достигнуто приемлемое для главного конвейера время сборки, её начали переносить на главный конвейер (на первую нитку, которая выпускала ВАЗ-2101).
Дело дополнительно осложнялось тем, что за границей для автопроизводителей большинство агрегатов были покупными изделиями, то есть поставлялись субподрядчиками — специализирующимися на производстве автокомпонентов фирмами (Bosch, Kolbenschmidt, Mahle, ZF, Bilstein, Lucas, Girling, Boge, Getrag и прочие). Как правило, доля таких узлов и агрегатов в автомобиле составляла 50 % и более. Однако возможность массовой комплектации серийного советского автомобиля иностранными частями в те годы не могла рассматриваться всерьёз, поэтому их производство предстояло наладить в самом СССР. Всего в ходе создания автомобиля у зарубежных фирм было закуплено более 20 лицензий, в частности — на реечное рулевое управление, сцепление, передние дисковые тормоза, подвеску «макферсон», замки дверей и т. д.
Опытно-промышленная партия ВАЗ-2108 была выпущена в конце 1984 года. По результатам её эксплуатации был выявлен ряд «детских болезней», в частности, «самоотворачивание гайки ступицы передних колёс», низкая долговечность тросового привода сцепления и другие. Они были устранены, после чего было начато крупносерийное производство.
В 1986 году встал на конвейер и пятидверный хетчбэк — ВАЗ-2109.

#### Седан
Изначально в семействе ВАЗ-2108/09 планировались только трёх- и пятидверный хетчбэки. Седан разрабатывался отдельно под обозначением ВАЗ-2110 и должен был выпускаться на отдельной производственной линии. Однако нехватка средств привела к серьёзному затягиванию работ над этим автомобилем; они были завершены только к началу 1990-х годов. В итоге седану присвоили индекс ВАЗ-21099, и отдельную производственную линию для него было решено не строить — с 1990 года он выпускался на модифицированной линии сварки кузовов хетчбэков. Под обозначением же ВАЗ-2110 была продолжена разработка принципиально нового автомобиля, который пошёл в серию лишь в середине девяностых годов.

## Общее описание семейства
Семейство ВАЗ-2108/09 не выделялось ни одним из элементов дизайна или конструкции на фоне аналогичных европейских хетчбэков «гольф-класса» конца 1970-х — начала 1980-х годов. По сути, автомобиль представлял собой выполненную советскими инженерами при участии коллег из Германии и Италии компиляцию давно и широко известных, хорошо зарекомендовавших себя компоновочных, конструктивных и стилистических решений, а также готовых узлов и агрегатов, конструкция которых была официально лицензирована у законных правообладателей. К тому времени такой способ проектирования автомобилей стал нормой для большинства иностранных производителей, так как только самые крупные транснациональные концерны могут обеспечить разработку современного автомобиля «с нуля» в приемлемые сроки и с нужным качеством.
Результатом такого подхода стал автомобиль, прорывной для отечественной автостроительной отрасли и достаточно конкурентоспособный на европейском рынке «бюджетных» машин середины — второй половины восьмидесятых, где уже был представлен разработанный во многом аналогичным способом чехословацкий автомобиль того же класса — Škoda Favorit.
Конструкция ВАЗ-2108/09 отличалась относительной простотой (по западным меркам) и не содержала каких-либо нетрадиционных элементов.
Дизайн был выдержан в популярном во второй половине 1970-х годов «гранёном» ключе, напоминающем стиль folded paper — «сложенный лист бумаги», и на фоне передовых моделей 1980-х годов (например, Ford Sierra или Audi 100), которые использовали более скруглённые, обтекаемые формы, выглядел не совсем выигрышно. Тем не менее, массовое распространение «аэродинамического» дизайна произошло позднее, уже в 1990-е годы, а на протяжении предыдущего десятилетия «рубленые» формы всё ещё были актуальны. В этом стиле работали такие известные дизайнеры, как Джорджетто Джуджаро — как пример можно назвать Saab 9000 или Lancia Thema.
Определённые нарекания вызывал изначальный дизайн передка ВАЗ-2108/09 с «коротким крылом», пластиковой маской передка и «клювом», который оценивался как излишне экстравагантный и грубо исполненный. В 1990 году появился седан ВАЗ-21099, на котором передок получил достаточно безликое, но более традиционное оформление (с «длинным крылом»), которое начали устанавливать и на отдельные партии хетчбэков — одновременно с конвейера сходили автомобили и с коротким крылом.
Качество изготовления в первые годы выпуска находилось на достаточно высоком уровне. Европейская пресса тех лет отмечает, в частности, ровные и не чрезмерно большие стыки кузовных панелей, в целом соответствующие европейским стандартам. Однако в девяностые годы качество сборки резко упало, после чего так и осталось на довольно невысоком уровне.
Безусловные достоинства, характерные для всех моделей семейства «Самара»/«Спутник», — относительно высокие динамические качества, хорошая управляемость и устойчивость на различных типах дорог, крепкие энергопоглощающие бамперы. По сравнению с предыдущими моделями ВАЗ автомобиль был более современен, динамичен, комфортабелен, безопасен, долговечен.
Благодаря поперечному расположению силового агрегата и переднему приводу автомобиль стал компактнее, технологичнее и легче заднеприводных «Жигулей». Общее уменьшение массы ВАЗ-2108/09 было достигнуто применением более рациональной компоновочной схемы, отсутствием карданного вала и ведущего моста и широким использованием алюминия — для радиатора и других деталей, а также пластических масс (около 80 кг).
Кроме того, более эффективно использовалось пространство в автомобиле, были повышены курсовая устойчивость и управляемость машины на дорогах со скользким покрытием, исключены заносы из-за пробуксовки колёс, обеспечен относительно высокий для восьмидесятых годов уровень пассивной безопасности при лобовом ударе. Автомобиль требовал меньше корректирующих движений рулём, позволял быстрее и безопаснее преодолевать повороты, особенно на скользких дорогах.
По сравнению с прежними моделями ВАЗ салон «Спутника» на 60 мм длиннее, хотя общая габаритная длина автомобиля сократилась на 120 мм, уменьшились размеры туннеля на полу в результате перехода на новую компоновочную схему. Габаритная ширина машины не изменилась, однако благодаря гнутым боковым стёклам ощутимо выросла внутренняя ширина салона на уровне плеч. При этом снижение высоты кузова привело к некоторому снижению удобства посадки в автомобиль. Багажный отсек отделён от салона складывающейся полкой, которая поднимается при открывании двери задка. Для перевозки более крупного груза задние сиденья могут быть сложены.
Система отопления и вентиляции обеспечивала подачу воздуха одновременно в несколько точек и равномерный прогрев всего объёма салона и его стёкол. Существенно повлияли на улучшение комфорта передние анатомические сиденья с подголовниками. При продольном перемещении сиденья подушка одновременно приподнимается и поворачивается относительно горизонтали.
Взаимное расположение рычагов, кнопок, педалей, руля и приборов было разработано в соответствии с представлениями об эргономике тех лет и было подчинено созданию наибольших удобств для управления. При этом педальный узел оказался не очень удобным из-за слишком сильно сближенных друг с другом педалей.
Была улучшена обзорность (в этом автомобиль превосходил даже многие иностранные аналоги) и по сравнению с ВАЗ-2105 существенно снижен уровень шума в салоне — на 7 дБ(А). Улучшенная аэродинамика позволила снизить расход топлива «Спутника» и уровень аэродинамических шумов.
Система встроенных датчиков сигнализировала о падении уровня тормозной жидкости, опасном износе тормозных накладок, затянутом стояночном тормозе, падении давления масла, разрядке аккумулятора.
Меры антикоррозионной защиты включали более стойкую грунтовку панелей перед окраской, специальную обработку закрытых полостей, нанесение защитной плёнки из эпоксидного состава при окончательной обработке кузова. Однако по сравнению с иностранными образцами коррозионная стойкость кузова не могла быть признана удовлетворительной.
Отмечались и существенные недостатки относительно «классических» «Жигулей»: уязвимость низко расположенного картера двигателя и маслофильтра, существенно снижение ремонтопригодности, дребезжащая отделка салона из дешёвого жёсткого пластика, плохая эргономика педального узла и так далее.
Первые серийные автомобили, несмотря на длительные испытания и доводку, всё же имели целый ряд «детских болезней», которые изживались непосредственно в процессе производства первых промышленных партий. Отмечались проблемы с надёжностью компонентов сложного по отечественным меркам электрооборудования автомобиля, новой системы бесконтактного зажигания (датчик Холла и особенно ранняя модель коммутатора 36.3734). Отличались не слишком высокой надёжностью относительно сложные карбюраторы «Солекс», стойки подвески, шарниры равных угловых скоростей.
Особенные нарекания и на экспортных рынках, и на внутреннем вызывало низкое по сравнению с иностранными автомобилями качество пластика в отделке салона, панели которой при движении автомобиля издавали практически неустранимый грохот.

## Модернизации

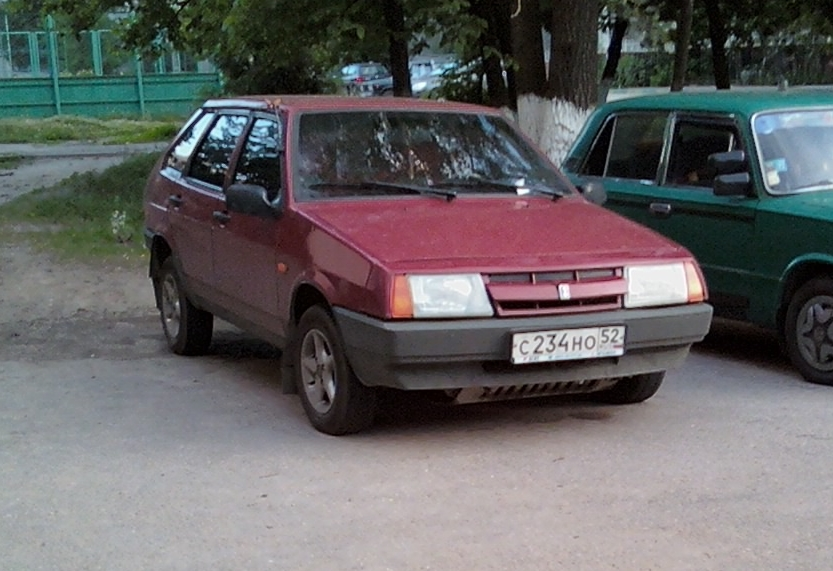
Оформление передка «Спутников» раннего выпуска — с так называемым «клювом»

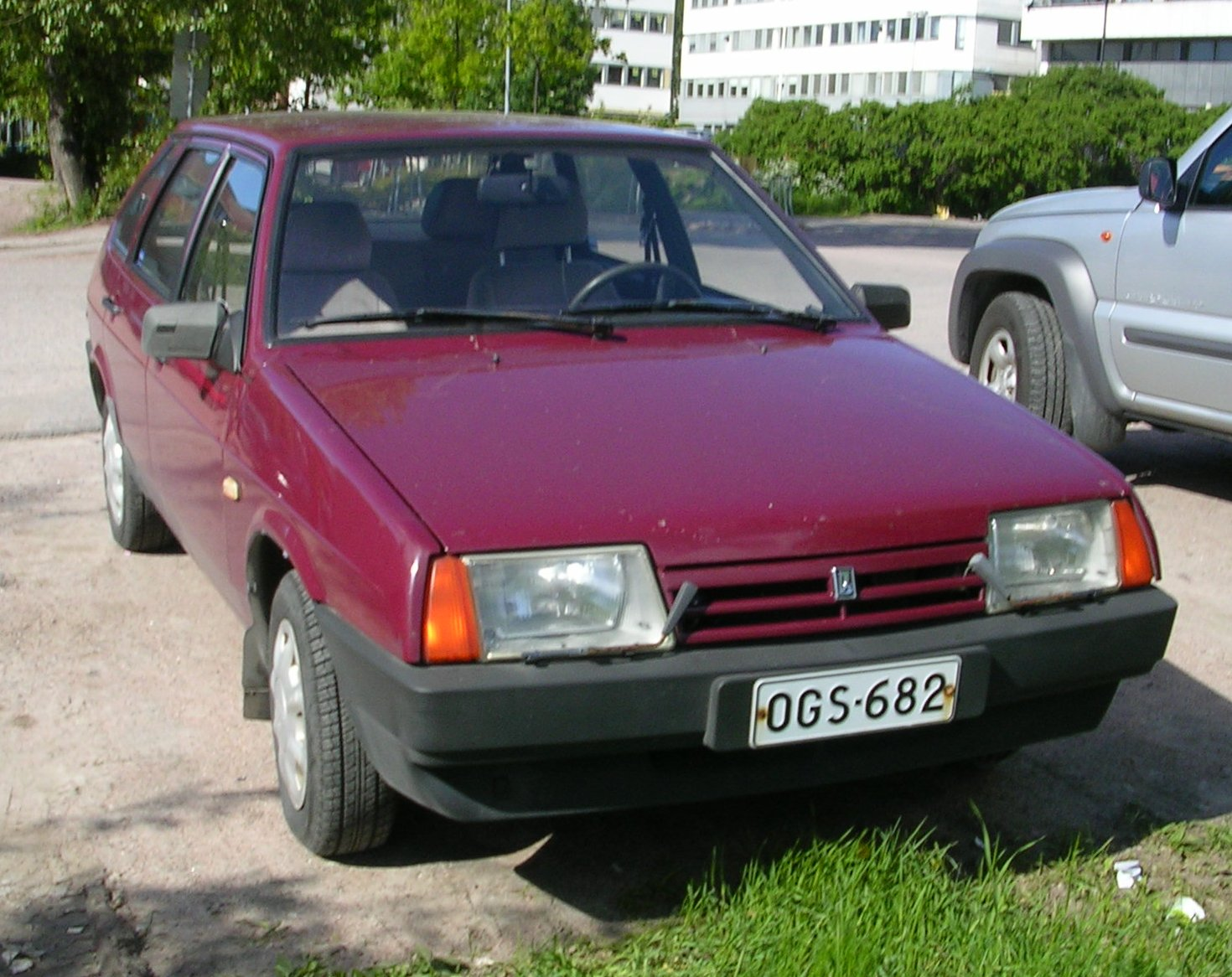
Оформление передка «Спутников» и «Самар» после 1991 года

### Модернизация 1993 года
В 1992 году все автомобили семейства получили новое оформление передней части с так называемыми «длинными» передними крыльями (в противоположность «коротким», у которых передняя часть была скрыта кольцевой пластиковой маской передка), новыми капотом и решёткой радиатора. Блок-фары остались неизменными. За три года до этого, в 1990 году, новое оформление появилось на седане ВАЗ-21099. Кроме того, на часть автомобилей стали устанавливать «высокую» панель приборов от «99-й» модели.

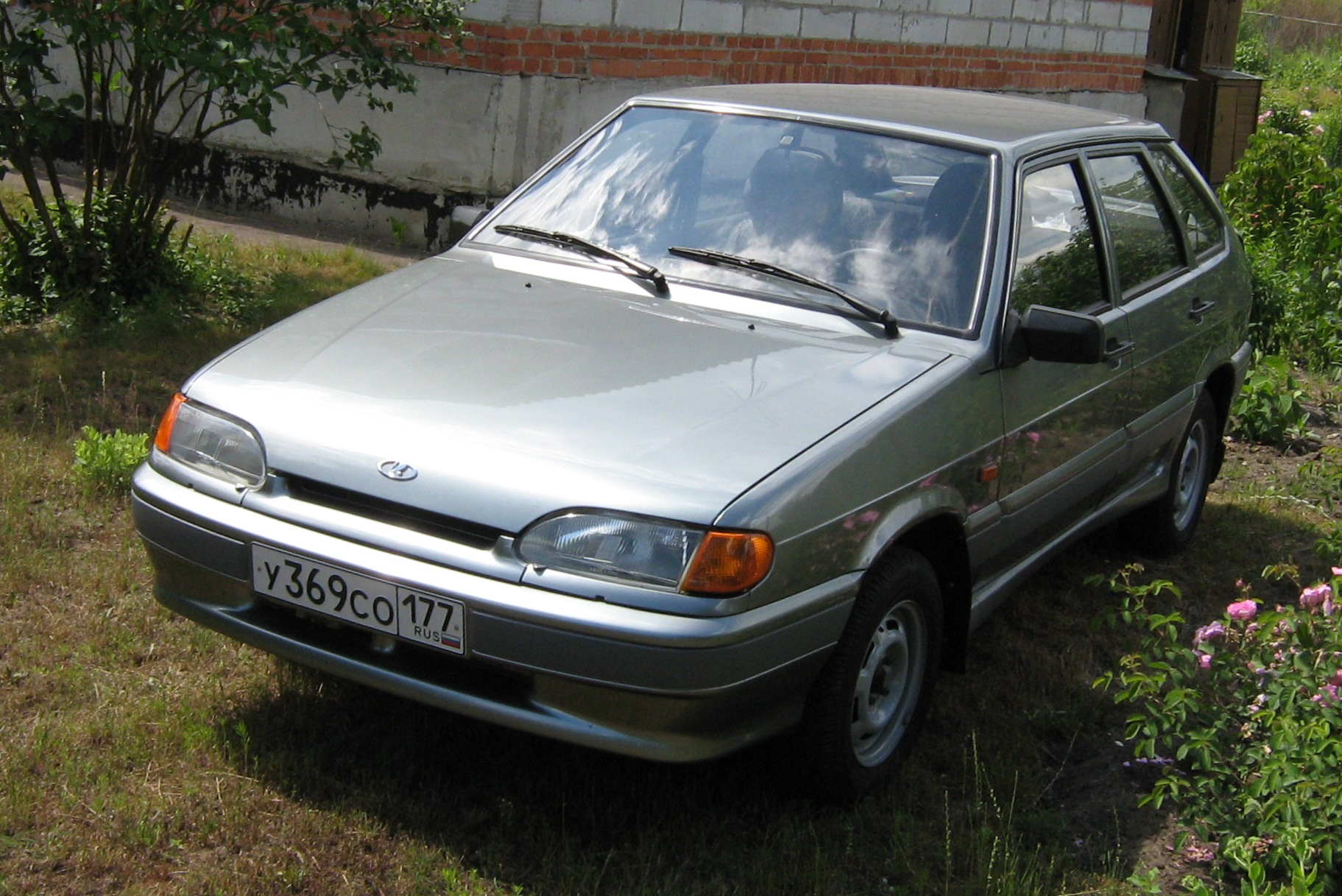
Оформление кузова «Самар» после рестайлинга

### Рестайлинг
см. Автомобили семейства Lada Samara второго поколения.

## Автомобили семейства

### Первая серия
«Спутник»/«Samara» (с 1984 г.)

#### ВАЗ-2108

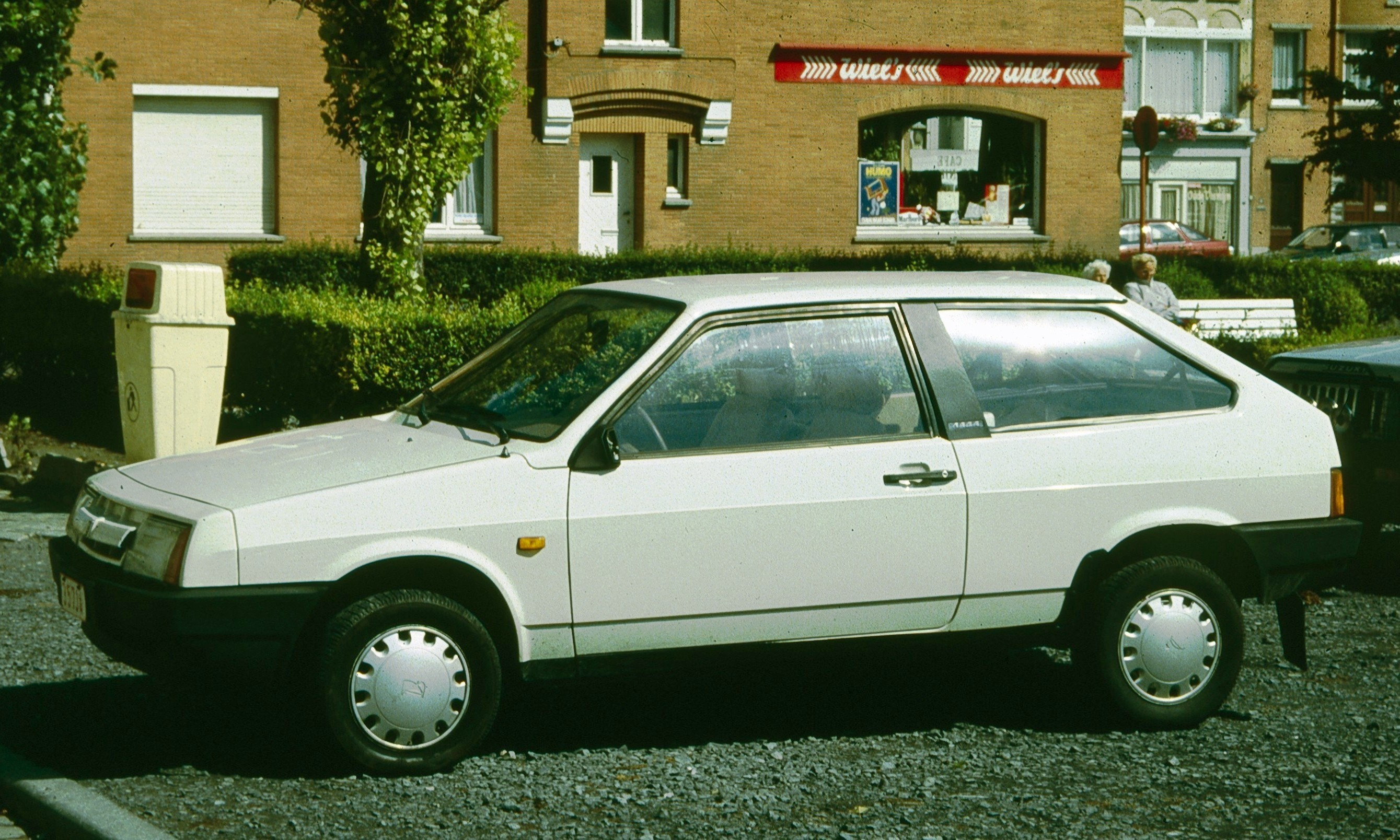
ВАЗ-2108

Трёхдверный хетчбэк, базовая модель семейства. Первый советский переднеприводный хетчбэк.
По изначальному замыслу авторов, это был советский вариант западной концепции «машины для домохозяек» — относительно компактного трёхдверного хетчбэка для молодой семьи с маленькими детьми, для которых предназначены задние сиденья. Помимо более низкой цены и более жёсткого, соответственно, более безопасного кузова, трёхдверка отличалась тем, что сидящие сзади дети ни при каких обстоятельствах не могли случайно выпасть из машины, открыв задние двери.
Тем не менее, ещё в советское время этот автомобиль получил своеобразный «спортивно-молодёжный» имидж, который перешёл и на наследника модели — ВАЗ-2113.
При сложенном заднем сиденье машина трансформируется в грузопассажирский вариант. Однако погрузочная высота достаточно велика, а спинка заднего сиденья не складывается по частям и не принимает до конца горизонтальное положение, что не позволяет перевозить действительно громоздкие предметы.
На этом автомобиле впервые в модельном ряду ВАЗа была применена пятиступенчатая коробка передач, которая в дальнейшем стала устанавливаться на все модели семейства «Самара».
Также эти автомобили впервые в модельном ряду ВАЗа стали окрашиваться металлизированными эмалями в серийном производстве.

#### ВАЗ-2109

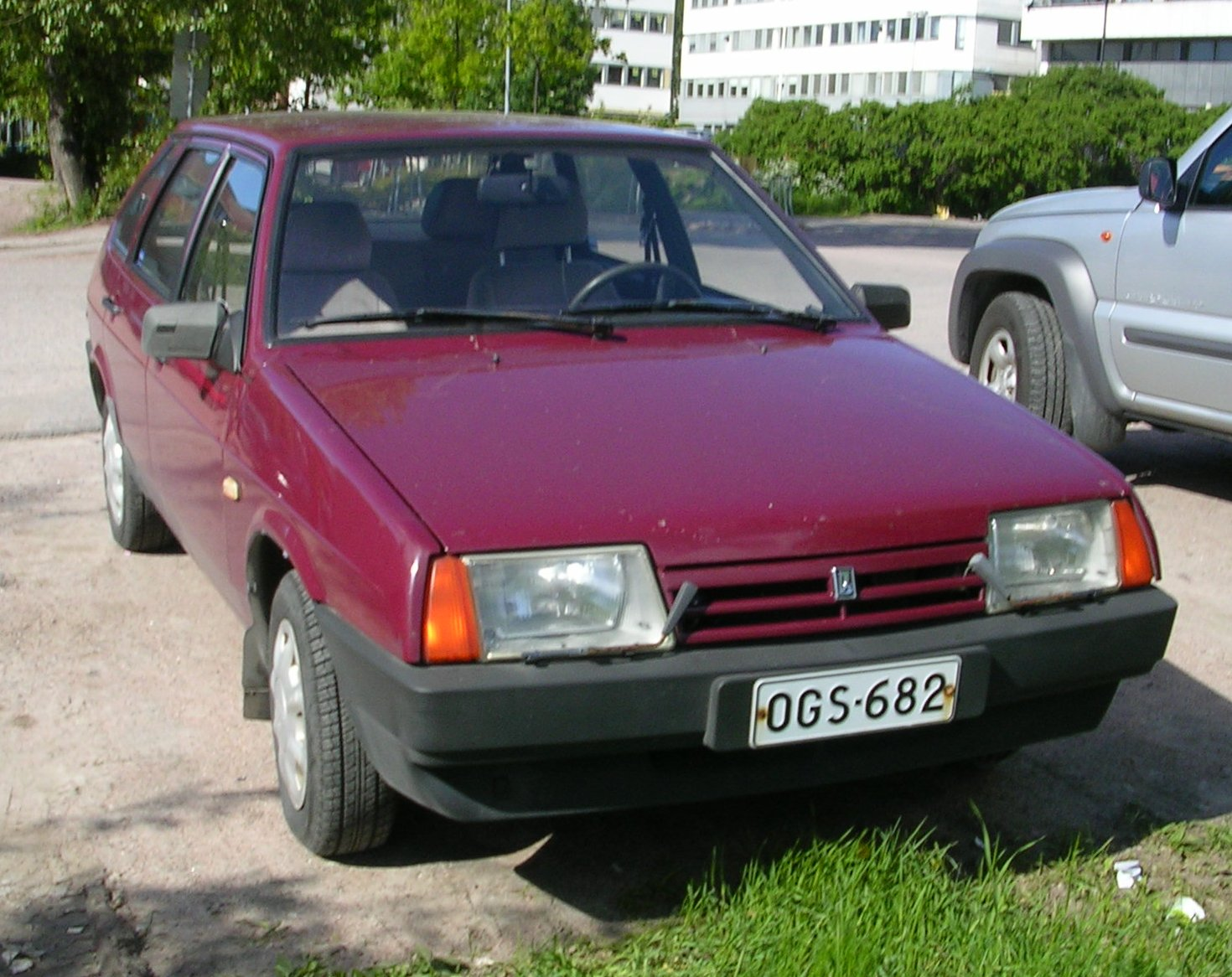
ВАЗ-2109

Пятидверный вариант хетчбэка, в большей степени наделённый имиджем «семейного» автомобиля. Некогда наиболее распространённая модель семейства.
ВАЗ-2109 имеет по две двери с каждой стороны, что облегчает посадку и выход пассажиров по сравнению с двухдверной версией; разделяющая двери центральная стойка кузова смещена вперёд, благодаря чему увеличилось расстояние между стойкой и подушкой заднего сиденья; изменилось также положение верхних точек крепления ремней безопасности — они меньше стесняют при поездке.

#### ВАЗ-21099

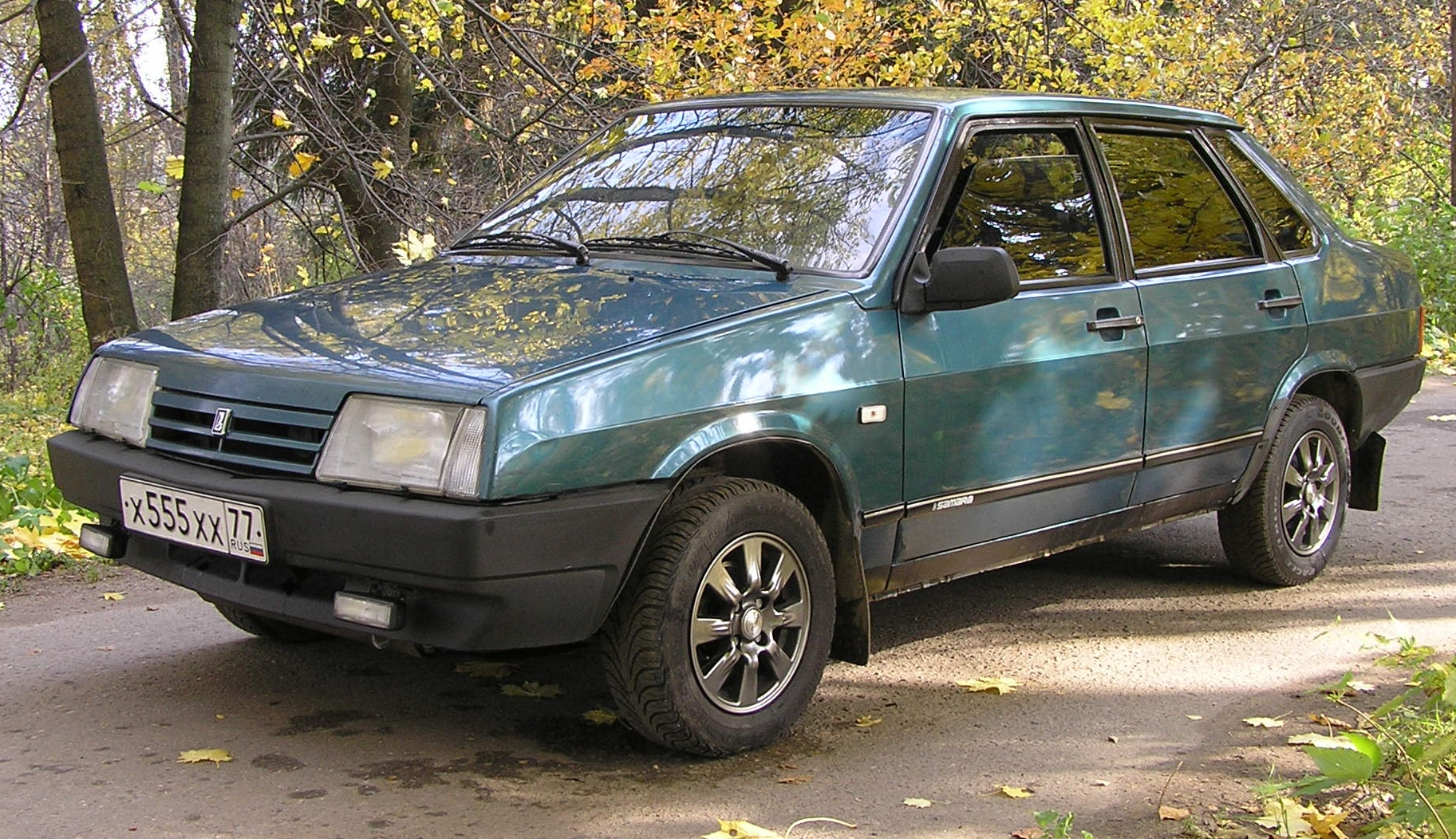
ВАЗ-21099

Модификация ВАЗ-2109 с кузовом «седан». Первый российский переднеприводной седан. На Западе модель получила название Lada Forma. С 2005 года снят с производства, полностью уступив место на конвейере ВАЗ-2115.
От остальных моделей семейства «Самара» ВАЗ-21099 отличала передняя часть кузова с «длинными» крыльями (в отличие от «коротких», с пластиковой маской в передней части) и капотом, новая решётка радиатора, новая панель приборов. Впоследствии эти нововведения были перенесены на всё семейство «Самара».
Габаритная длина ВАЗ-21099 по отношению к другим автомобилям семейства увеличилась на 200 мм за счёт увеличения заднего свеса. Это позволило не только разместить багажный отсек, отделённый от салона, но и обеспечить защиту задней части автомобиля от грязи (сильное забрызгивание стекла задней двери было неприятной особенностью ВАЗ-2108 и ВАЗ-2109).
До выпуска автомобилей семейства Lada 110 эта модель была наиболее престижной и популярной из автомобилей ВАЗ.
С момента начала производства в разные годы выпускались модификации с карбюраторными и инжекторными двигателями рабочим объёмом 1,3 л (ВАЗ-210993) и 1,5 л (ВАЗ-21099).

#### Цена
| Модель            | Мощность, л. с. | Цена — 3 двери, DM | Цена — 5 дверей, DM | Цена — седан, DM |
| ----------------- | --------------- | ------------------ | ------------------- | ---------------- |
| Samara 1.3        | 67              | 13 990             | 14 620              | -                |
| Samara 1.5        | 70              | 14 290             | 14 990              | 15 990           |
| Samara Baltic 1.5 | 70              | -                  | 16 450              | -                |

На любую модификацию можно было заказать подушку безопасности для водителя за 390 DM. На улучшенной модификации Samara Baltic 1.5 подушка безопасности водителя стояла в штатном оснащении.

### ВАЗ-2114
Вторая серия семейства (Lada Samara 2) является рестайлингом соответствующих моделей: изменена передняя часть кузова, установлены новые бамперы, светотехника, накладки на пороги, передняя панель и обивка дверей. На панели управления устанавливалась новая комбинация приборов (спидометр, тахометр, уличный термометр и часы), изменена конструкция отопителя и рулевой колонки (регулировалась по углу наклона). Кроме того, передние тормозные механизмы и рулевая рейка заменены на использовавшиеся в ВАЗ-2110.
Автомобили продавались в двух комплектациях — «норма» и «люкс» (последняя отличалась внешне установкой противотуманных фар и колпаков на колёса, а по оснащению — подголовниками сидений второго ряда, более дорогой обивкой сидений и дверей, маршрутным компьютером, подогревом передних сидений, зеркальцем в солнцезащитном козырьке переднего пассажира).
На автомобилях первоначально (до 2007 года) устанавливались 8-клапанные четырёхцилиндровые двигатели рабочим объёмом 1,5 литра и мощностью 77 л. с., затем — аналогичные по конструкции 11183/21114 объёмом 1,6 л. мощностью 82 л. с., (увеличение мощности и рабочего объёма произведено за счёт хода поршня с 71,0 до 75,6 мм).

#### ВАЗ-2114
Последний автомобиль ВАЗ-2114 сошёл с конвейера 24 декабря 2013 года, тем самым выпуск автомобилей семейства «Самара» в Тольятти был окончательно прекращён.

#### ВАЗ-2115

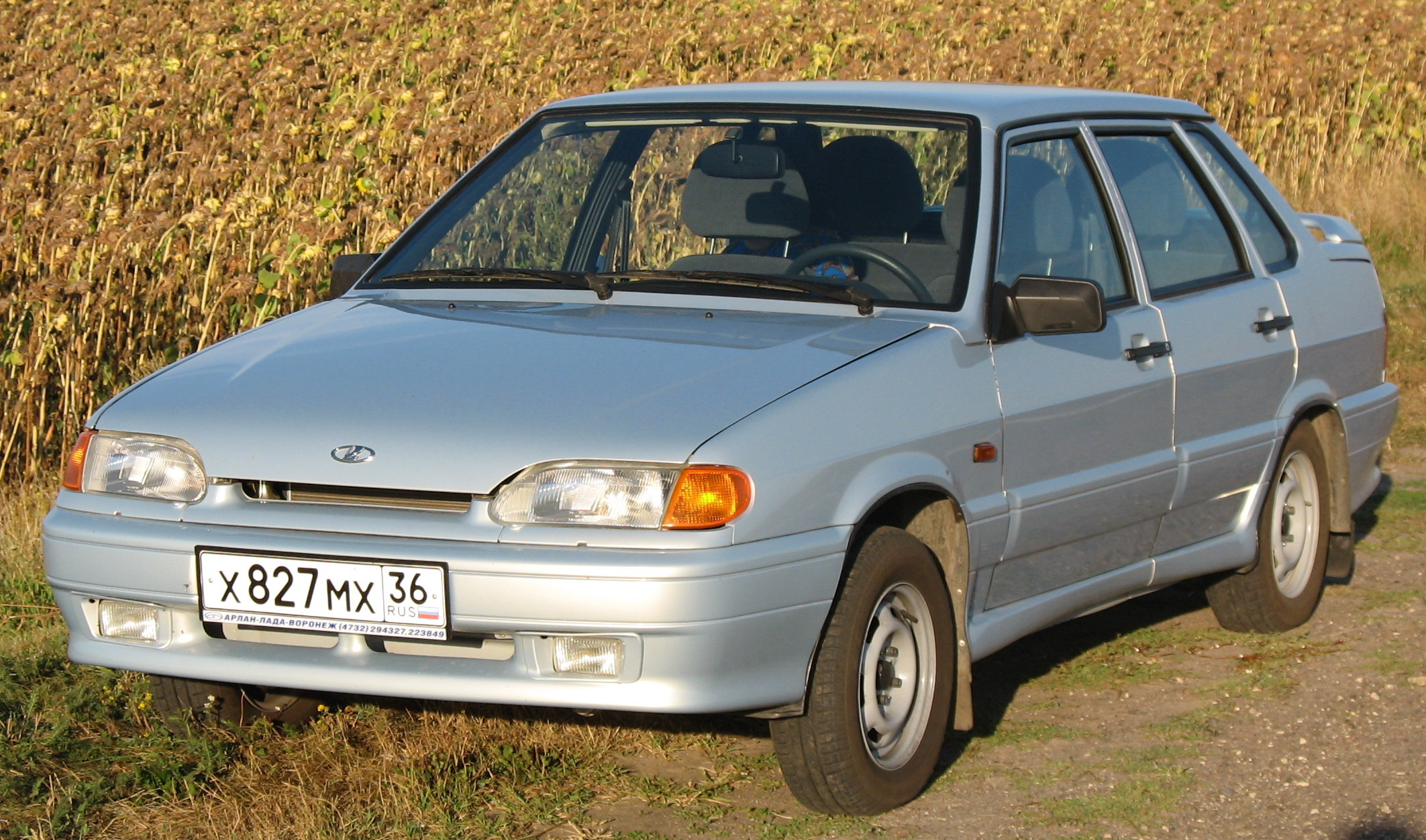
ВАЗ-2115

ВАЗ-2115 представляет собой рестайлинговую модель ВАЗ-21099.
Автомобиль начали собирать в 1997 году в опытно-промышленном производстве. От предшественника новая модель отличается новой крышкой багажника, новыми задними фонарями со вставкой между ними, бамперами, окрашенными в цвет кузова, спойлером багажника с дополнительным стоп-сигналом, обтекателями порогов, молдингами дверей, салон оставался прежний от модели ВАЗ 21099, а с 2001 года он был запущен и на заводской конвейер, которая получила новый салон. В 2005 году он полностью заменил собой модель ВАЗ-21099. Производство было остановлено в 2012 году. Всего с 1997 года было выпущено 752 957 штук.

Предусмотрены два варианта исполнения:
| Модель       | Класс      | Объём двигателя      | Цена           |
| ------------ | ---------- | -------------------- | -------------- |
| 21154-110-40 | «стандарт» | 1,6 л 8 кл. (ЕВРО-3) | 301 000 рублей |
| 21154-110-42 | «люкс»     | 1,6 л 8 кл. (ЕВРО-3) | 315 000 рублей |

### Общий объём производства
Всего выпущено 5 291 053 автомобиля семейства, из них:
- ВАЗ 2108 — 884 657;
- ВАЗ 2109 — 1 615 995;
- ВАЗ 21099 — 1 040 475;
- ВАЗ 2113 — 73 039;
- ВАЗ 2114 — 923 930;
- ВАЗ 2115 — 752 957.

Из этого количества АВТОВАЗ совместно с ОПП выпустил 5 042 000 автомобилей, сызранское СП «Рослада» — 68 081, украинские ЗАЗ, ЛуАЗ и херсонский «Анто-Рус» — 123 000, Valmet — 14 048, в Казахстане собрано около 3000 автомобилей.